# Zatoka Tonkińska
Zatoka Tonkińska (wiet. Vịnh Bắc Bộ; chiń. 北部湾; pinyin Běibù Wān) – zatoka będąca częścią Morza Południowochińskiego, o powierzchni 126 250 km². Zachodnie wybrzeże zatoki należy do Wietnamu, natomiast północne do Chin. Na wschodzie znajduje się należąca do Chin wyspa Hajnan.
Zatoka jest bardzo płytka, jej głębokość nie przekracza 60 metrów. Głównymi portami na zatoce są Hajfong oraz Beihai. Największą rzeką spływającą do Zatoki Tonkińskiej jest Rzeka Czerwona.
2 sierpnia 1964 doszło do Incydentu w Zatoce Tonkińskiej, który był pretekstem do otwartego zaangażowania się Stanów Zjednoczonych w wojnę wietnamską.